# Hårtotfjergræs
Hårtotfjergræs eller Thyrsagræs (Stipa capillata) er en græsart med en opret, tueformet vækst. Frøene har lang, gråbrun stak. Arten bruges af og til som prydplante i tørre bede. Navnet skrives også Hårtot-Fjergræs.

## Kendetegn
Hårtotfjergræs er en staude med en opret og tuedannende vækst. Stråene er hårløse og glatte bortset fra området under græssernes typiske ”knæ”, som kan være dunhårede. Bladene er spredt stillede, linjeformede og indrullede. Oversiden er glat eller svagt ru med korte hår. Undersiden, der altså oftest vender udad, er grålig. Blomstringen foregår i juli-august, og blomsterne er samlet i løse, endestillede aks. De enkelte blomster er stærkt reducerede (som det er almindeligt blandt græsser. Frugterne er nødder med lang stak, som er stiv og grågrøn, senere gråbrun.
Rodsystemet er trævlet og både dybtgående og vidt udbredt.
Hårtotfjergræs når en højde mellem 0,40 og 0,80 m (afhængigt af vilkårene på voksestedet). Tuen kan blive 0,25 m i tværmål.

## Hjemsted
Hårtotfjergræs er naturligt udbredt i Sibirien, Kina, det Indiske subkontinent, Centralasien, Kaukasus og Tyrkiet. I Europa findes den i Middelhavsområdet og Central- og Østeuropa. Arten foretrækker lysåbne voksesteder med en jordbund, der er rig på kalk, som er veldrænet og varm, men fattigt på mineralsk næring. (Plantesamfundet Festucion valesiacae). I det nordøstlige Bulgarien, hvor klimaet er kontinentalt med varm, tørre somre og hårde vintre, findes steppeområder af samme type, som kan ses i f.eks. Ungarn og Ukraine. Her vokser arten sammen med bl.a. agernigella, almindelig blærebælg, almindelig judastræ, almindelig nældetræ, almindelig parykbusk, almindelig syren, asfaltkløver, asiatisk singrøn, balkanpæon, bjergkortkrone, bjergstenfrø, blå staudeklematis, broget salvie, buskhestesko, dværgmandel, farvegåseurt, foderesparsette, fransk rose, glatbladet tidselkugle, gul læbeløs, hvid diktam, kronelimurt, lav iris, Melica transsilvanica (en art af flitteraks), melittis, opret galtetand, pigget lakrids, Potentilla cinerea (en art af potentil), purpurkongelys, russisk løn, Scabiosa argentea (en art af skabiose), sibirisk klokke, skærmokseøje, slank sternbergia, spinkel kambunke, strandasters, sølvsalvie, sølvbladet pære, Teucrium polium (en art af kortlæbe), uldhåret fingerbøl, våradonis og weichsel

## Galleri
|  |  |  |
|  |  |  |

## Note
1. 1 2  Erich Oberdorfer: Pflanzensoziologische Exkursionsflora für Deutschland und angrenzende Gebiete. Unter Mitarbeit von Angelika Schwabe und Theo Müller. 8., stark überarbeitete und ergänzte Auflage. Eugen Ulmer, Stuttgart (Hohenheim) 2001, ISBN 3-8001-3131-5, S. 260. (tysk)
2. ↑  GRIN: ’’Stipa capillata’’ (engelsk)
3. ↑  Where to watch plants in Bulgaria: Norteastern Bulgaria Arkiveret 14. august 2014 hos  Wayback Machine – grundig beskrivelse af vegetationerne i denne landsdel (engelsk)